# Bouchard IV de Vendôme
Pour les articles homonymes, voir Bouchard de Vendôme.
 (janvier 2017).
Bouchard IV de Preuilly († 1202) comte de Vendôme (1182-1202)dit Bouchard de Lavardin dans sa jeunesse, fils de Jean Ier de Vendôme et de Berthe du Puy-du-Fou ou de Richilde de Lavardin.

## Biographie
À la mort de sa belle-mère ou mère Richilde de Lavardin, il est pourvu de la seigneurie de Lavardin. En 1161, il défend au côté de son père le château de Vendôme face à Thibaut IV comte de Blois qui avait pris la ville et mis le siège devant le château. Quelques années plus tard, il s'oppose à son père en prenant parti pour les princes d'Angleterre en lutte contre leur père Henri II.
Il assure le gouvernement du comté dès le départ de son père en croisade après 1176 et devient comte lorsque ce dernier meurt, à son retour de Terre Sainte (1182).
En 1185, il signe avec l'abbaye de la Trinité un accord qui met un terme définitif à un siècle et demi de brouille. Il renonce à tous ses privilèges sur les prieurés et les moines, mais ces derniers doivent contribuer, comme tous les vassaux, aux réparations des fortifications du château.
En 1188, il livre la ville, le château et la garnison anglaise à Philippe Auguste dès le premier assaut. En août de la même année, Richard Cœur de Lion reprend la ville. En 1194 le roi de France revient envahir à nouveau la ville et assiéger le château mais il doit lever le siège devant l'arrivée de Richard. Le choc entre les deux armées a lieu le 5 juillet 1194 à Fréteval et Philippe Auguste est vaincu et s'enfuit, laissant ses archives dans la bataille.
De son épouse Agathe il eut :
- Geoffroy seigneur de Lavardin ;
- Raoul, mort au siège de Saint-Jean d'Acre en 1191 ;
- Jean III ;
- Agnès, mariée à Pierre II seigneur de Montoire.